# Psyra anglifera
Psyra anglifera là một loài bướm đêm trong họ Geometridae.